# Pedro Vuskovic
Pedro Vuskovic Bravo (Antofagasta, 25 de febrero de 1924-Ciudad de México, 10 de mayo de 1993) fue un economista y político chileno de origen croata, miembro del Partido Socialista (PS). Se desempeñó como ministro de Economía, Fomento y Reconstrucción durante el gobierno de Salvador Allende, entre 1970 y 1972.

## Biografía

### Estudios
Realizó sus estudios superiores en la carrera de ingeniería comercial en la Universidad de Chile, dedicándose a la docencia como profesor de estadística de dicha casa de estudios.[cita requerida]

### Ministro de Economía, Fomento y Reconstrucción de Salvador Allende

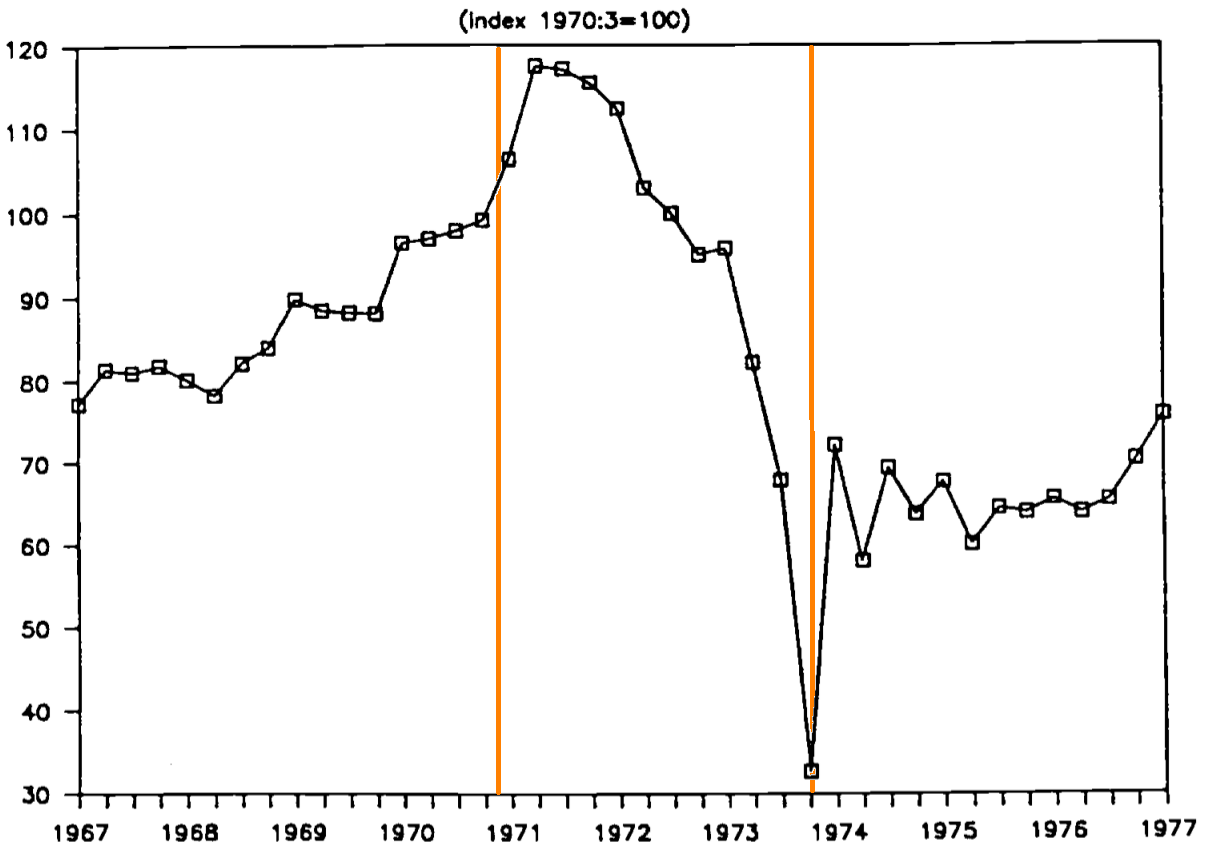
Salarios reales de Chile entre 1967 y 1977. Las líneas naranjas marcan el inicio y el final del gobierno de Salvador Allende.

Posteriormente a su docencia, ingresó a trabajar durante veinte años con la Comisión Económica para América Latina (Cepal), hasta 1970, cuando se produjo el triunfo del socialista Salvador Allende y la Unidad Popular (UP), y se le designó como ministro de Economía, Fomento y Reconstrucción; cargo que ocupó hasta el 17 de junio de 1972, fecha en la cual fue reemplazado por el también socialista, Carlos Matus.
Había ingresado al gabinete como independiente de izquierda pero en 1971, cuando aún era ministro, se unió a las filas del Partido Socialista de Chile (PS). Su política económica (denominada plan Vuskovic), que suponía la transformación de la economía chilena del sistema capitalista al socialista, consistía en líneas generales en:[cita requerida]
- Estatización de las áreas "claves" de la economía
- Nacionalización de la gran minería
- Aceleración de la reforma agraria
- Congelar los precios de las mercancías
- Aumentar los salarios de todos los trabajadores, pagándoles con emisión de billetes.

### Ministro vicepresidente ejecutivo de Corfo
Tras su retiro del ministerio fue nombrado ministro vicepresidente ejecutivo de la Corporación de Fomento de la Producción (Corfo), parte vital del plan estatizador del gobierno socialista de Salvador Allende.

### Exilio, retorno y últimos años
Tras el Golpe de Estado en Chile de 1973, que derrocó al gobierno de Salvador Allende, tuvo que exiliarse en México, donde ejerció la docencia en el Centro de Investigación y Docencia Económicas (CIDE). En marzo de 1990, durante el gobierno de Patricio Aylwin, regresó a Chile por un corto tiempo, fundando allí el Movimiento de Izquierda Democrática Allendista (MIDA), siendo su presidente. Poco después regresó a México, donde vivió sus últimos años. Falleció en Ciudad de México el 10 de mayo de 1993, a causa de un paro cardiorrespiratorio.